# Vlokia ater
Vlokia es un género monotípico de plantas suculentas perteneciente a la familia Aizoaceae. Su única especie: Vlokia ater S.A.Hammer, es originaria de Sudáfrica.

## Descripción
Es una pequeña planta suculenta perennifolia, con un tamaño de 15 cm de altura. Se encuentra a una altitud de 1200 - 1350 metros en Sudáfrica.

## Taxonomía
Vlokia fue descrito por S.A.Hammer, y publicado en Cact. Succ. J. (Los Ángeles) 66(6): 256 (1994). La especie tipo es:  Vlokia atra S.A.Hammer (pro "ater")